# Club Deportivo Construcción Civil
El Club Deportivo Construcción Civil o simplemente Construcción Civil es un club de fútbol peruano, que juega en la ciudad peruana de Huánuco, en el departamento homónimo. Fue fundado en 2019 y desde la temporada 2025 juega en la Liga 3, la tercera categoría del fútbol nacional.

## Historia

### 2024: El ascenso para la Liga 3
En la campaña 2024 sale subcampeón distrital, posteriormente campeón provincial y finalmente campeón departamental, lo que dio como resultado la clasificación a la etapa nacional de la Copa Perú 2024 por primera vez en sus 5 años de existencia.Una vez en la etapa nacional logra superar la fase regular en la decimocuarta posición, lo que le correspondió avanzar a la serie de los dieciseisavos de final; no obstante fue eliminado en dicha instancia frente a Cultural Volante de Cajamarca tras perder 0-1 de visita y empatar 1-1 de local, cayendo 1-2 en el resultado global.
Sin embargo, pese a quedar eliminado en esa fase, debido a que el otro representante del departamento que fue Deportivo Municipal de Tingo María quedó afuera de la competición una fase antes, Construcción Civil consigue el ascenso a la recién creada Liga 3 para la siguiente temporada.

## Estadio

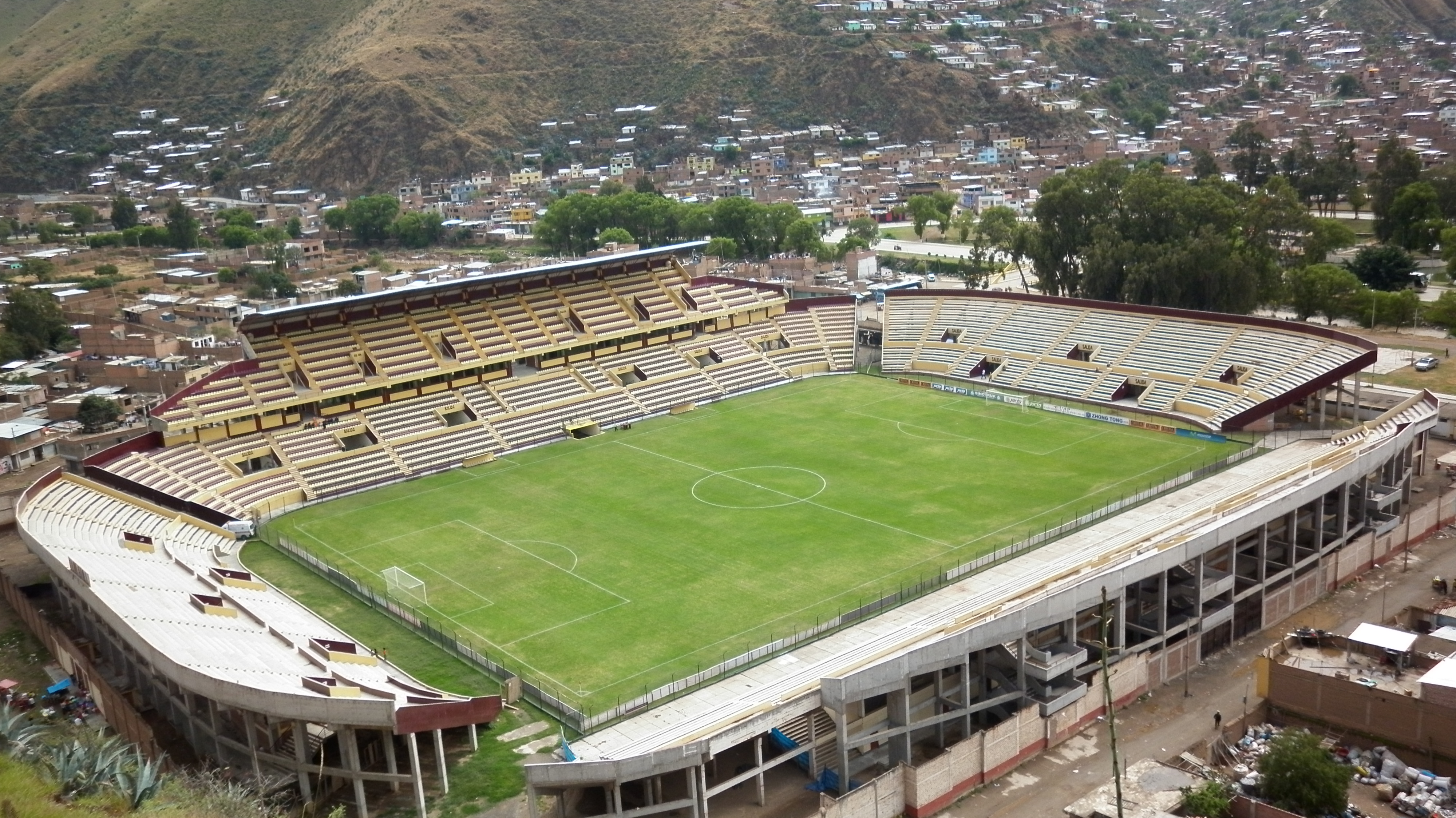
Vista superior del estadio.

El Estadio Municipal Heraclio Tapia León se encuentra en la ciudad de Huánuco (Perú), en la recta del jirón León de Huánuco. Luego de ser remodelado, cuenta con un aforo de veinticinco mil espectadores. Hace las veces de local.
Es la sede de los equipos de la ciudad como León de Huánuco y Alianza Universidad. Tuvo sus momentos más gloriosos por los años noventa, cuando ahí se jugaba la Primera División del fútbol profesional peruano.

## Palmarés
| Competición                         | Títulos | Subcampeonatos |
| ----------------------------------- | ------- | -------------- |
| Liga Departamental de Huánuco (1/0) | 2024.   |                |
| Liga Provincial de Huánuco (1/1)    | 2024.   | 2023.          |
| Liga Distrital de Huánuco (1/1)     | 2023.   | 2024.          |